# Cheyenne Loch
Cheyenne Loch (* 14. August 1994 in Riva del Garda, Italien) ist eine deutsche Snowboarderin.

## Karriere
Lochs Eltern betreiben eine Snowboardschule. Seit dem 7. Lebensjahr fährt sie Snowboard.
Ihren ersten Weltcup fuhr Loch 2011 in Valmalenco. 2011 gewann sie die Bronze-Medaille beim Europäischen Olympischen Jugendfestival, Nach einigen erfolgreichen Jahren im Europacup ist sie seit 2014 in der Weltcup-Mannschaft des deutschen Snowboardverbandes (Snowboard Germany). Ihr WM-Debüt gab sie bei den Snowboard-Weltmeisterschaften 2015 in Kreischberg. Im Dezember 2015 folgte ihr erstes Weltcup-Podium in Cortina d’Ampezzo.
Loch nahm von 2011 bis 2014 viermal bei den Snowboard-Juniorenweltmeisterschaften teil und holte dabei insgesamt 6 Medaillen. Davon zwei Silbermedaillen und vier Bronzemedaillen in den Disziplinen Parallelslalom und Parallelriesenslalom. Damit holte sie bis jetzt die meisten FIS-Junioren-WM-Medaillen in der Geschichte des deutschen Snowboardverbandes. 2015 wurde sie Deutsche Meisterin im Parallelslalom und Deutsche Vize-Meisterin im Riesenslalom.
In der Saison 2015/2016 und 2016/2017 belegte sie in der Disziplinenwertung des Parallel-Riesenslaloms jeweils den 18. Platz und 2016/2017 den 11. Platz im Parallel-Slalom. Beim Parallelriesenslalom Weltcup in Bansko wird sie 2017 Vierte. Bei den Weltmeisterschaften in der Sierra Nevada verliert sie Parallelriesenslalom das kleine Finale gegen Alena Zavarzina und wird Vierte. In der Saison 2018/19 belegte sie in Rogla und Scuol jeweils den dritten Platz im Parallelriesenslalom. Bei den Weltmeisterschaften 2019 in Park City fuhr sie auf den 21. Platz im Parallel-Riesenslalom und auf den neunten Rang im Parallelslalom. In der Saison 2020/21 erreichte sie mit drei zweiten Plätzen den fünften Platz im Parallelweltcup und bei den Weltmeisterschaften 2021 in Rogla den sechsten Platz im Parallel-Riesenslalom und den fünften Platz im Parallelslalom.
Beim DFL-Supercup am 1. August 2015 trug Loch, als Repräsentantin der Bundesliga-Stiftung und der Stiftung Deutsche Sporthilfe, die Meisterschale des FC Bayern in das Fußballstadion in Wolfsburg.
Nach ihrem zwischenzeitlichen Rücktritt gab Loch im Oktober 2022 ihr Comeback im Weltcup.

## Weltcup-Gesamtplatzierungen
| Saison  | Parallel | Parallel | Parallelslalom | Parallelslalom | Parallel-Riesenslalom | Parallel-Riesenslalom |
| Saison  | Punkte   | Platz    | Punkte         | Platz          | Punkte                | Platz                 |
| ------- | -------- | -------- | -------------- | -------------- | --------------------- | --------------------- |
| 2010/11 | 19       | 65.      | -              | -              | -                     | -                     |
| 2011/12 | 139      | 44.      | -              | -              | -                     | -                     |
| 2012/13 | -        | -        | -              | -              | -                     | -                     |
| 2013/14 | -        | -        | -              | -              | -                     | -                     |
| 2014/15 | 725      | 27.      | 446            | 25.            | 279                   | 31.                   |
| 2015/16 | 1458     | 13.      | 996            | 11.            | 462                   | 18.                   |
| 2016/17 | 846      | 24.      | 28             | 43.            | 818                   | 18.                   |
| 2017/18 | 1140,8   | 25.      | 490            | 15.            | 650,8                 | 26.                   |
| 2018/19 | 3790     | 7.       | 1060           | 10.            | 2730                  | 7.                    |
| 2020/21 | 413      | 5.       | 188            | 4.             | 225                   | 4.                    |
| 2022/23 | 311      | 9.       | 136            | 11.            | 175                   | 11.                   |
| 2023/24 | 297      | 14.      | 149            | 14.            | 148                   | 7.                    |
| 2024/25 | 450      | 10.      | 356            | 8.             | 94                    | 12.                   |